# Otto Lueger

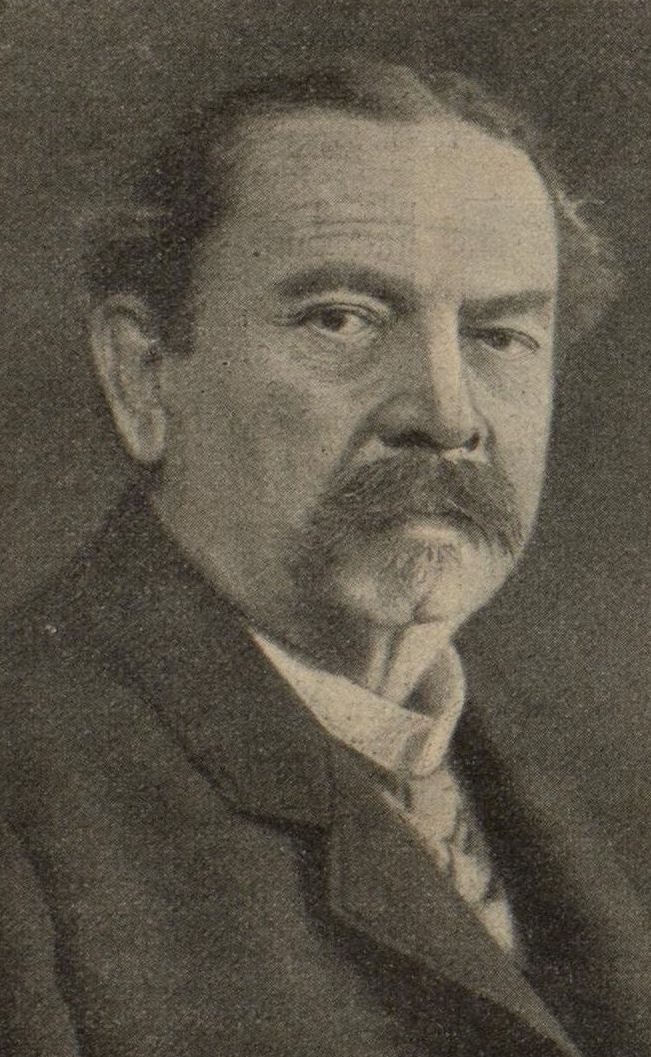
Otto Lueger

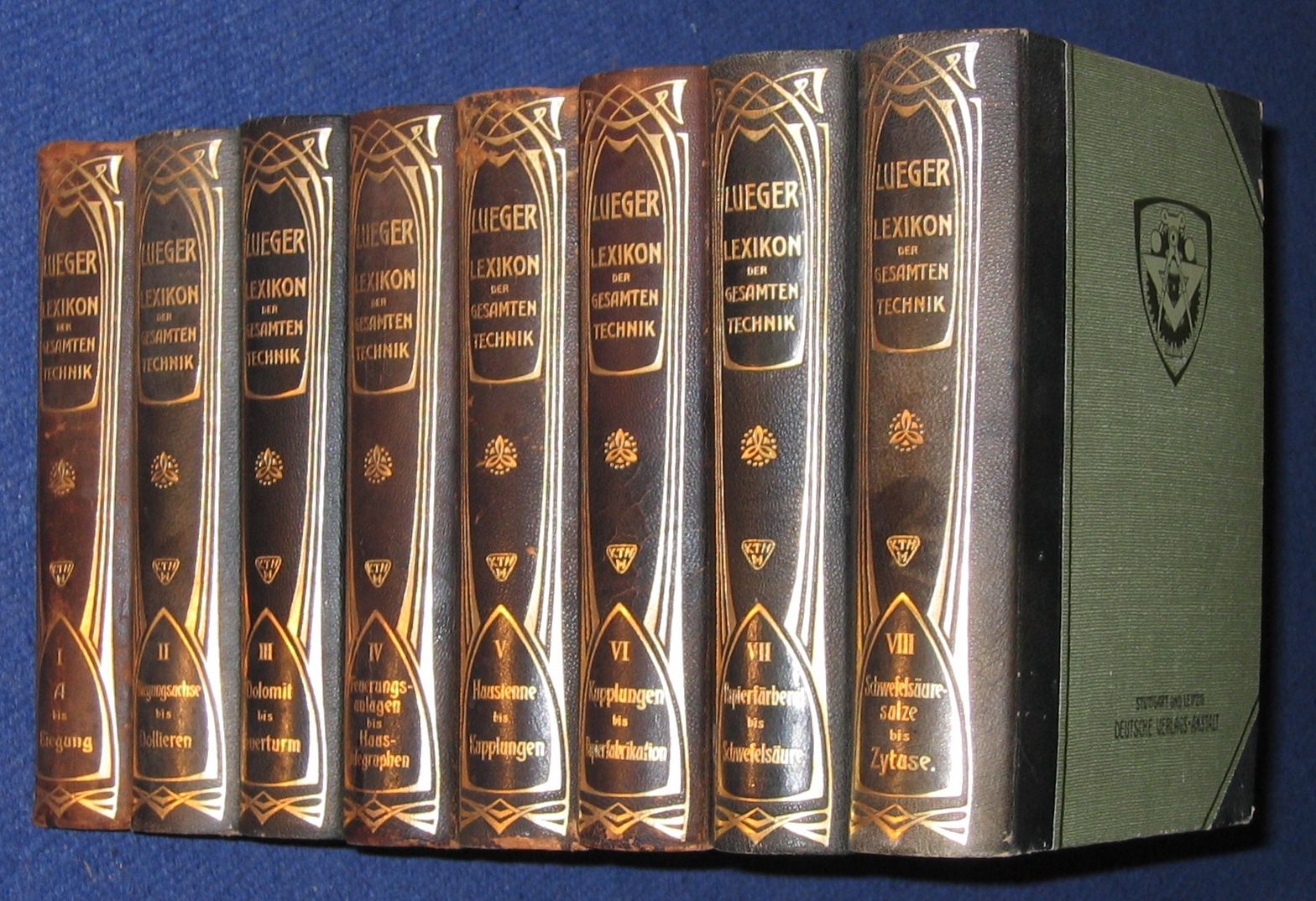
Lexikon der gesamten Technik, 2. Auflage 1904

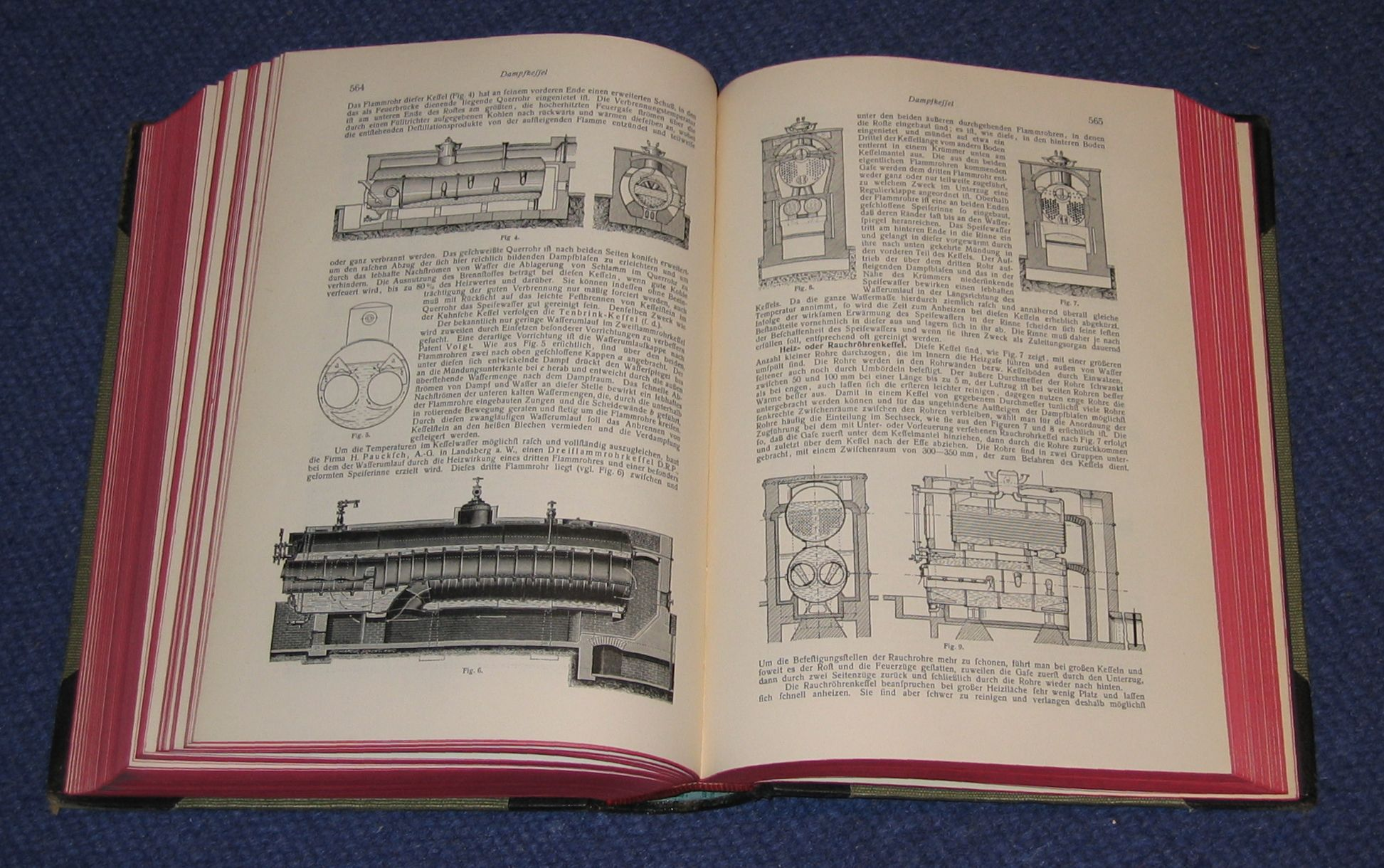
„Dampfkessel“, Lexikon der gesamten Technik, 2. Auflage 1904

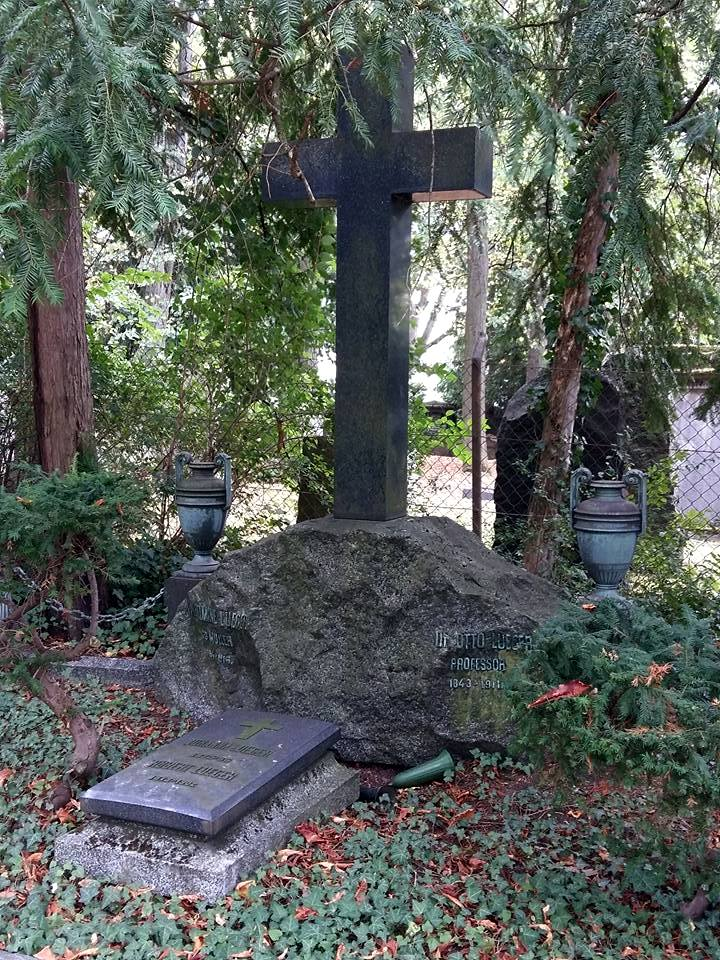
Grabstätte auf dem Stuttgarter Pragfriedhof

Otto Lueger (* 13. Oktober 1843 in Tengen, Baden; † 2. Mai 1911 in Stuttgart) war ein deutscher Ingenieur, kommunaler Baubeamter und Hochschullehrer, der auch als Fachautor und Herausgeber des Lexikons der gesamten Technik hervortrat.

## Werdegang
Lueger wurde als Sohn des Tengener Apothekenbesitzers Rudolf Lueger (geboren am 24. März 1815 in Engen, gestorben am 15. November 1905 in Tengen) und der Maria Viktoria, geborene Maus (1817–1851; ⚭ 1841), geboren. Otto Lueger hatte fünf Geschwister und, da sein Vater 1852 ein zweites Mal heiratete (Maria Oehl), drei Stiefgeschwister: Robert (* 1842), Julius Viktor (1845–1911), Anton (* 1847), Eugen (* 1848), Max (* 1851), Emma (1853–1911), Ernst (* 1854) und Maria Karoline (1859–1942).
Nach Schulbesuchen in Tengen, Konstanz und dem Gymnasium in Heidelberg studierte Otto Lueger am Polytechnikum Karlsruhe, wo er Mitglied des Corps Saxonia war. Danach ging er zu Studienzwecken in Europa auf Reisen. Ab 1866 war er bei den Wasserwerken in Karlsruhe, ab 1871 bei denen in Frankfurt am Main tätig. Ab 1874 leitete er das Frankfurter Tiefbauamt, später das von Freiburg im Breisgau.
Ab 1878 war er als freier Ingenieur in Stuttgart tätig und baute hauptsächlich Wasserwerke, unter anderem in Baden-Baden, Freiburg im Breisgau, Pforzheim und Lahr.
In Anerkennung seiner wissenschaftlichen und praktischen Leistungen auf dem Gebiet der Wasserversorgung wurde Otto Lueger 1894 die Ehrendoktorwürde der Universität Halle-Wittenberg verliehen.
Ab 1895 war er außerordentlicher Professor, ab 1903 ordentlicher Professor für Wasserbau an der Technischen Hochschule Stuttgart. Lueger war der erste Herausgeber des Lexikons der gesamten Technik, das in mehreren Auflagen erschien. Er war Mitglied des Vereins Deutscher Ingenieure (VDI) und des Württembergischen Bezirksvereins des VDI.
Otto Lueger war mit Wilhelmine Johanna Müller aus Laufach bei Aschaffenburg verheiratet.
Er war Großneffe von Josef Benignus Maus.
Er starb am 2. Mai 1911 in Stuttgart. Seine letzte Ruhestätte fand er auf dem dortigen Pragfriedhof.

## Schriften
- Die Brunnenleitung der Stadt Freiburg. Erbaut 1873–76. Eine Darstellung des Zustandekommens, der Ausführung und des Betriebes derselben. Lauber, Freiburg im Breisgau 1879.
- Theorie der Bewegung des Grundwassers in den Alluvionen der Flussgebiete. Neff, Stuttgart 1883 (Digitalisat).
- Die Wasser-Versorgung der Stadt Lahr. Schauenburg, Lahr 1884.
- Die Wasserversorgung der Städte. Bergsträsser, Darmstadt (Der städtische Tiefbau; 2)
  - Bd. 1, Abschnitte 1–4, 1890–1895.
  - Bd. 2: Einzelbestandteile der Wasserleitungen, 1908.
- als Hrsg.: Lexikon der gesamten Technik. Deutsche Verlagsanstalt, Stuttgart.
  - 1. Auflage, 7 Bände, 1894–1899.
  - 2. Auflage, 8 Bände, 1904–1910. / (postume) Ergänzungsbände 1914 und 1920.
  - 3. Auflage, 7 Bände, 1926–1929. (postum)
  - 4. Auflage, 17 Bände, 1960–1972. (postum)